# Torhthere
Torhthere est un prélat anglo-saxon mort entre 727 et 731. Il est le troisième évêque de Hereford, de 710 jusqu'à sa mort.

## Biographie
Torhthere succède à Tyrhtil comme évêque du peuple des Magonsæte, dans la région de Hereford, en 710. Sa dernière mention dans les sources date de 727 et il disparaît avant 731, date à laquelle Bède le Vénérable indique, dans son Histoire ecclésiastique du peuple anglais, que « l'évêque de ce peuple qui habite à l'ouest, au-delà de la rivière Severn » est son successeur Walhstod.
Entre 736 et 740, l'évêque Cuthbert de Hereford compose un poème pour commémorer l'édification d'un tombeau abritant les corps de six individus : le roi des Magonsæte Mildfrith, son épouse Cwenburh, un certain Oshelm fils d'Osfrith inconnu par ailleurs, et ses trois prédécesseurs sur le siège épiscopal de Hereford, Walhstod, Torhthere et Tyrhtil.